# Raphael Rodrigues (mestre-sala)
Raphael da Silva Rodrigues (Rio de Janeiro, 4 de maio de 1984) é um mestre-sala de escola de samba brasileiro, duas vezes campeão do carnaval carioca. É vencedor do Estandarte de Ouro, considerado o "Óscar do carnaval", entre outros prêmios como Tamborim de Ouro, S@mba-Net, Estrela do Carnaval e Tupi Carnaval Total.
Formado pela Escola de Mestre Manoel Dionísio, Raphael se interessou dança de mestre-sala aos oito anos de idade. Quando adolescente, foi jogador de futebol, tendo passado pelas categorias de base do Olaria Atlético Clube. Deixou o futebol para seguir no carnaval.
Foi mestre-sala de escolas como Unidos de Vila Isabel, Unidos do Viradouro, Mocidade Independente de Padre Miguel , Estação Primeira de Mangueira, União da Ilha e atualmente na Paraíso do Tuiuti. Também participou do carnaval de Uruguaiana, desfilando pelo Império Serrano. Entre 2013 e 2014, presidiu a escola Império Rubro-Negro.

## Biografia
Raphael da Silva Rodrigues nasceu no dia 4 de maio de 1984, no Rio de Janeiro. Aos oito anos de idade se interessou pela dança de mestre-sala. Cursou a Escola de Dança de Mestre Manoel Dionísio. Foi jogador de futebol na adolescência. Entre os doze e dezessete anos de idade, teve passagem pelas categorias de base do Olaria Atlético Clube. Jogava na posição de lateral direito. Aos dezessete, abriu mão do futebol, optando por seguir carreira no carnaval.
"Foi difícil, gostava muito do futebol e de dançar. Tive que tomar uma decisão. Optei pelo Carnaval. Fiz bem. A dança é a minha vida."— Raphael sobre sua escolha pelo carnaval.

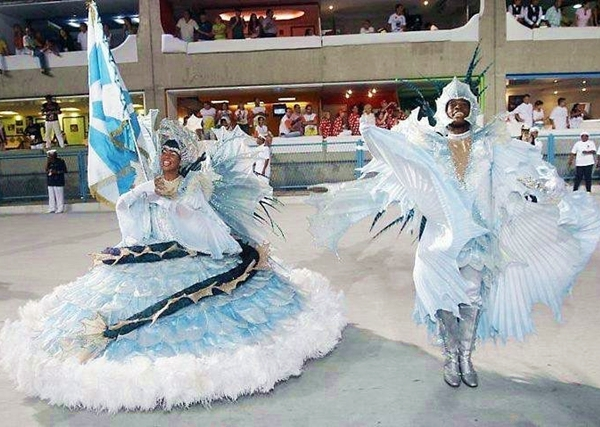
Rute Alves e Raphael no desfile de 2005 da Vila Isabel, ano de estreia do mestre-sala na primeira divisão.

Em 2001, foi o segundo mestre-sala da escola de samba Boi da Ilha do Governador. Para o ano seguinte, foi promovido ao primeiro posto. Dançando com a porta-bandeira Bárbara Leir, conquistou a nota máxima dos jurados. Em 2003, novamente pelo Boi da Ilha, conquistou as notas 10 e 9,5, mas a escola foi rebaixada. Em 2004 foi o primeiro mestre-sala do Leão de Nova Iguaçu. Para o carnaval de 2005, recebeu o convite da Unidos de Vila Isabel que, naquele ano, retornava ao Grupo Especial. Fez sua estreia na primeira divisão do carnaval carioca dançando com a porta-bandeira Rute Alves. Em 2006, a Vila Isabel foi campeã, e Raphael conquistou seu primeiro título no carnaval. Novamente com a porta-bandeira Rute, conquistou as notas 10, 10, 10 e 9,7. Em 2007, não conquistou nenhuma nota máxima, mas foi premiado pelo Estandarte de Ouro. Após o carnaval, anunciou seu desligamento da escola. Em 2008, dançou com a porta-bandeira Simone, na Unidos do Viradouro.
Para o carnaval de 2009, se transferiu para a Mocidade Independente de Padre Miguel, onde dançou a porta-bandeira Marcella Alves. Após o carnaval, Raphael e Marcella se transferiram para a Estação Primeira de Mangueira, substituindo o casal Giovanna Justo e Marquinhos, que desfilavam há quatorze anos na verde-e-rosa. Em seu primeiro ano na escola, Raphael e Marcella perderam três décimos no julgamento oficial. Os dois receberam os prêmios Estrela do Carnaval e Tupi Carnaval Total 2010.

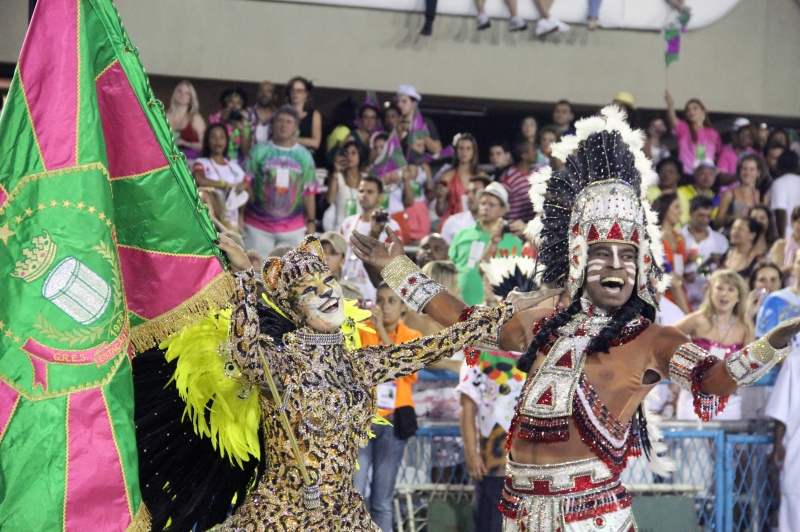
Marcella Alves e Raphael no desfile de 2012 da Mangueira. Fantasia do casal não foi bem aceita pelos jurados.

No carnaval de 2011, o casal foi o único a conquistar a pontuação máxima dos jurados, com quatro notas 10 e uma nota 9,8 que foi descartada. Com um enredo em homenagem a Nelson Cavaquinho, a Mangueira ficou classificada na terceira colocação. Marcella e Raphael receberam o prêmio Tamborim de Ouro de melhor casal de 2011. Em 2012, Raphael desfilou representando o bloco Cacique de Ramos, enquanto Marcella representou o bloco Bafo da Onça. A caracterização não agradou os jurados e o casal conquistou apenas uma nota 10. Pela exibição, o casal recebeu mais um Tamborim de Ouro.
No desfile de 2013, Raphael e Marcella conquistaram nota 10 de todos os jurados, além de diversas premiações como o Estrela do Carnaval, S@mba-Net e Tupi Carnaval Total. Após o carnaval, Marcella se desligou da Mangueira, que contratou Squel Jorgea para ocupar seu lugar. No mesmo ano, Raphael desfilou com Marcella pela escola Império Serrano (de Uruguaiana), no carnaval de Uruguaiana, no Rio Grande do Sul. O carnaval da região é conhecido por ser "fora de época", não coincidindo com os desfiles do Rio. Por falta de verba da escola, o casal recebeu cachê para desfilar apenas em uma das duas noites de apresentação. Ainda em 2013, Raphael foi eleito presidente da escola de samba Império Rubro-Negro. A agremiação durou apenas um ano.
No carnaval de 2015, Raphael e Squel conquistaram nota máxima de todos os jurados. Em 2016, a Mangueira foi campeã e Raphael conquistou seu segundo título no carnaval carioca. O mestre-sala passou mal entre a primeira e a segunda apresentação, mas conquistou novamente a pontuação máxima. Após o carnaval, Raphael anunciou seu desligamento da Mangueira e sua retorno à Vila Isabel. No final de 2016, voltou a falar com Rute Alves, com quem estava brigado desde 2007. Na época, a porta-bandeira ficou magoada com o fato do mestre-sala se desligar da Vila Isabel.

"Tô muito feliz por reatarmos a nossa amizade e ela ter me perdoado. Foi um erro meu, por imaturidade. Agora, está tudo acontecendo: estou na escola que me projetou, a Rute é a porta-bandeira que me projetou."— Raphael sobre Rute Alves e seu retorno à Vila Isabel.
A partir de 2018, passou a formar par com Denadir Garcia. No carnaval de 2019, Raphael e Denadir receberam nota máxima de todos os julgadores. Em 2020, o casal recebeu apenas uma nota máxima, que foi descartada, seguindo o regulamento do ano. Após o carnaval, ambos se desligaram da Unidos de Vila Isabel.
Após o carnaval de 2020, foi anunciado como mestre-sala da União da Ilha do Governador, para bailar junto com Dandara Ventapane. Com o cancelamento do carnaval de 2021, por conta da pandemia de COVID-19, não chegaram a desfilar juntos pela Ilha. Em março de 2021, o casal se transferiu para o Paraíso do Tuiuti.

## Carnavais
Abaixo, a lista de carnavais de Raphael e seu desempenho em cada ano.

### Rio de Janeiro
| Legenda: 0 Nota descartada N Escola foi campeã |

| Ano  | Divisão  | Escola                                | Classificação          | Porta-bandeira    | Notas               | Notas               | Notas               | Notas               | Notas               | Ref.                 |
| ---- | -------- | ------------------------------------- | ---------------------- | ----------------- | ------------------- | ------------------- | ------------------- | ------------------- | ------------------- | -------------------- |
| 2001 | Grupo A  | Boi da Ilha do Governador             | 6.º lugar              | Bárbara Leir      | Segundo mestre-sala | Segundo mestre-sala | Segundo mestre-sala | Segundo mestre-sala | Segundo mestre-sala | [ 20 ] [ 21 ]        |
| 2002 | Grupo A  | Boi da Ilha do Governador             | 6.º lugar              | Bárbara Leir      | 10                  | 10                  | -                   | -                   | -                   | [ 22 ] [ 23 ] [ 24 ] |
| 2003 | Grupo A  | Boi da Ilha do Governador             | 12.º lugar (rebaixada) | Bárbara Leir      | 10                  | 9,5                 | -                   | -                   | -                   | [ 25 ] [ 26 ] [ 27 ] |
| 2004 | Grupo A  | Leão de Nova Iguaçu                   | 11.º lugar (rebaixada) | Bárbara Leir      | 10                  | 9,9                 | 9,8                 | 9,3                 | -                   | [ 28 ] [ 29 ] [ 30 ] |
| 2005 | Especial | Unidos de Vila Isabel                 | 10.º lugar             | Rute Alves        | 10                  | 10                  | 10                  | 9,9                 | -                   | [ 31 ] [ 32 ] [ 33 ] |
| 2006 | Especial | Unidos de Vila Isabel                 | Campeã                 | Rute Alves        | 10                  | 10                  | 10                  | 9,7                 | -                   | [ 34 ] [ 35 ] [ 36 ] |
| 2007 | Especial | Unidos de Vila Isabel                 | 6.º lugar              | Rute Alves        | 9,9                 | 9,9                 | 9,9                 | 9,8                 | -                   | [ 37 ] [ 38 ] [ 39 ] |
| 2008 | Especial | Unidos do Viradouro                   | 7.º lugar              | Simone Pereira    | 9,9                 | 9,9                 | 9,8                 | 9,8                 | -                   | [ 40 ] [ 41 ] [ 42 ] |
| 2009 | Especial | Mocidade Independente de Padre Miguel | 11.º lugar             | Marcella Alves    | 10                  | 9,9                 | 9,9                 | 9,8                 | -                   | [ 43 ] [ 44 ] [ 45 ] |
| 2010 | Especial | Estação Primeira de Mangueira         | 6.º lugar              | Marcella Alves    | 10                  | 9,9                 | 9,8                 | 10                  | 9,8                 | [ 46 ] [ 47 ]        |
| 2011 | Especial | Estação Primeira de Mangueira         | 3.º lugar              | Marcella Alves    | 10                  | 10                  | 10                  | 10                  | 9,8                 | [ 48 ] [ 49 ]        |
| 2012 | Especial | Estação Primeira de Mangueira         | 7.º lugar              | Marcella Alves    | 10                  | 9,9                 | 9,7                 | 9,6                 | -                   | [ 50 ] [ 51 ]        |
| 2013 | Especial | Estação Primeira de Mangueira         | 8.º lugar              | Marcella Alves    | 10                  | 10                  | 10                  | 10                  | -                   | [ 52 ] [ 53 ]        |
| 2014 | Especial | Estação Primeira de Mangueira         | 8.º lugar              | Squel Jorgea      | 9,9                 | 9,9                 | 9,9                 | 9,8                 | -                   | [ 54 ] [ 55 ]        |
| 2015 | Especial | Estação Primeira de Mangueira         | 10.º lugar             | Squel Jorgea      | 10                  | 10                  | 10                  | 10                  | -                   | [ 56 ] [ 57 ]        |
| 2016 | Especial | Estação Primeira de Mangueira         | Campeã                 | Squel Jorgea      | 10                  | 10                  | 10                  | 10                  | -                   | [ 58 ] [ 59 ]        |
| 2017 | Especial | Unidos de Vila Isabel                 | 10.º lugar             | Amanda Poblete    | 10                  | 9,9                 | 9,9                 | 9,9                 | -                   | [ 60 ] [ 61 ]        |
| 2018 | Especial | Unidos de Vila Isabel                 | 9.º lugar              | Denadir Garcia    | 9,9                 | 9,9                 | 9,8                 | 9,8                 | -                   | [ 62 ] [ 63 ]        |
| 2019 | Especial | Unidos de Vila Isabel                 | 3.º lugar              | Denadir Garcia    | 10                  | 10                  | 10                  | 10                  |                     | [ 64 ] [ 65 ]        |
| 2020 | Especial | Unidos de Vila Isabel                 | 8.º lugar              | Denadir Garcia    | 9,9                 | 9,9                 | 9,9                 | 9,9                 | 10                  | [ 16 ]               |
| 2022 | Especial | Paraíso do Tuiuti                     | 11.° lugar             | Dandara Ventapane | 10                  | 10                  | 9,9                 | 10                  | 9,8                 | [ 66 ]               |
| 2023 | Especial | Paraíso do Tuiuti                     | 8.° lugar              | Dandara Ventapane | 9,9                 | 10                  | 9,9                 | 10                  | -                   | [ 67 ]               |
| 2024 | Especial | Paraíso do Tuiuti                     | 9.° lugar              | Dandara Ventapane | 10                  | 10                  | 9,8                 | 10                  | -                   | [ 68 ]               |
| 2025 | Especial | Paraíso do Tuiuti                     | 10.° lugar             | Dandara Ventapane | 9,9                 | 10                  | 10                  | 10                  |                     | [ 69 ] [ 70 ]        |
| 2026 | Especial | Unidos de Vila Isabel                 |                        | Dandara Ventapane |                     |                     |                     |                     |                     | [ 71 ]               |

### Uruguaiana
| Ano  | Grupo    | Escola                       | Porta-Bandeira | Classificação | Ref.                 |
| ---- | -------- | ---------------------------- | -------------- | ------------- | -------------------- |
| 2013 | Especial | Império Serrano (Uruguaiana) | Marcella Alves | 7.º lugar     | [ 72 ] [ 73 ] [ 74 ] |

## Títulos e estatísticas
| Divisão        | Campeonato | Ano         | Vice | Ano | Terceiro lugar | Ano         |
| -------------- | ---------- | ----------- | ---- | --- | -------------- | ----------- |
| Grupo Especial | 2          | 2006 e 2016 | 0    | -   | 2              | 2011 e 2019 |

## Premiações
Abaixo, a lista de prêmios recebidos por Raphael Rodrigues em sua carreira no carnaval.
- Estandarte de Ouro

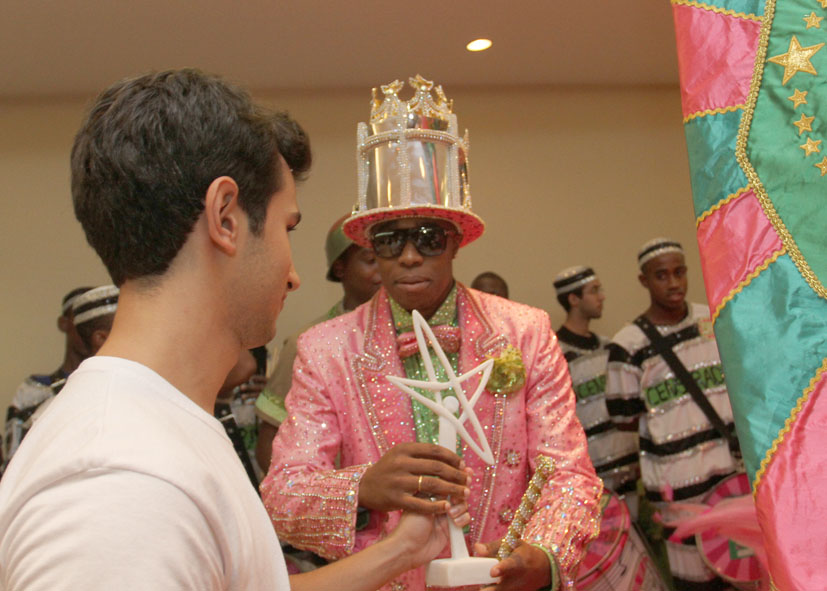
Raphael recebendo o prêmio Estrela do Carnaval de Melhor Casal de Mestre-Sala e Porta-Bandeira de 2010.

1. 2007 - Melhor mestre-sala (Vila Isabel) [75]

- Estrela do Carnaval

1. 2010 - Melhor casal de mestre-sala e porta-bandeira (com Marcella - Mangueira) [76]
2. 2013 - Melhor casal de mestre-sala e porta-bandeira (com Marcella - Mangueira) [77]

- Plumas & Paetês Cultural

1. 2012 - Personalidade do carnaval [78]

- Prêmio 100% Carnaval

1. 2019 - Melhor mestre-sala (Vila Isabel) [79]

- Prêmio SRzd

1. 2015 - Melhor casal de mestre-sala e porta-bandeira (com Squel - Mangueira) [80]
2. 2020 - Melhor casal de mestre-sala e porta-bandeira (com Denadir - Vila Isabel) [81]

- S@mba-Net

1. 2013 - Melhor casal de mestre-sala e porta-bandeira (com Marcella - Mangueira) [82]

- Tamborim de Ouro

1. 2011 - Melhor casal de mestre-sala e porta-bandeira (com Marcella - Mangueira) [83][84]
2. 2012 - Melhor casal de mestre-sala e porta-bandeira (com Marcella - Mangueira) [85][86]

- Troféu Rádio Manchete

1. 2011 - Melhor casal de mestre-sala e porta-bandeira (com Marcella - Mangueira) [87]

- Troféu Tupi Carnaval Total

1. 2010 - Melhor casal de mestre-sala e porta-bandeira (com Marcella - Mangueira) [88]
2. 2013 - Melhor casal de mestre-sala e porta-bandeira (com Marcella - Mangueira) [89]
3. 2015 - Melhor casal de mestre-sala e porta-bandeira (com Squel - Mangueira) [90]